# Села-над-Подмелцем
Села-над-Подмелцем (словен. Sela nad Podmelcem) — мале поселення в общині Толмин, Регіон Горишка, Словенія. Висота над рівнем моря: 829,8 м. Розташоване на пагорбах на північ від Подмелец.